# Andrea Esposito
Andrea Esposito (ur. 17 maja 1986 w Galatinie) – włoski piłkarz występujący na pozycji środkowego obrońcy.

## Kariera klubowa
Andrea Esposito zawodową karierę rozpoczynał w 2003 roku w Lecce. W Serie A zadebiutował 25 stycznia 2004 w przegranym 0:1 meczu z S.S. Lazio. Był to jedyny występ włoskiego obrońcy w sezonie 2003/2004, który Lecce zakończyło na dziesiątym miejscu w ligowej tabeli. W sezonie 2004/2005 Esposito ponownie wystąpił tylko w jedynym meczu Serie A, a Lecce znów zajęło w lidze dziesiątą pozycję. Podczas rozgrywek 2005/2006 włoski klub w końcowej tabeli zajął dziewiętnaste miejsce i spadł do drugiej ligi. Esposito wystąpił w trzech ligowych pojedynkach, a po zakończeniu sezonu został wypożyczony do Sambenedettese. Dla nowego klubu Włoch rozegrał 22 spotkania w Serie C1.
W 2007 roku Esposito powrócił do Lecce. 27 października w zwycięskim 3:2 pojedynku z Rimini strzelił swoją pierwszą bramkę w karierze. Lecce w sezonie 2007/2008 zajęło trzecie miejsce w rozgrywkach Serie B. W barażach o awans do pierwszej ligi pokonało Pisę Calcio oraz AlbinoLeffe i powróciło do Serie A. W sezonie 2008/2009 Esposito coraz częściej występował w podstawowym składzie swojego klubu. W meczu jedenastej kolejki Serie A z Milanem strzelając gola w 90. minucie ustalił wynik spotkania na 1:1. Dyrektor sportowy zespołu – Guido Angelozzi w kwietniu 2009 roku poinformował, że pozyskaniem Esposito zainteresowane są Milan i Juventus F.C. Pod koniec sezonu chęć pozyskania Włocha wyraziła także AS Roma.
W sezonie 2008/2009 Lecce spadło do Serie B. 28 lipca 2009 roku piłkarz przeszedł do Genoi, gdzie stał się rezerwowym zawodnikiem. 19 stycznia 2010 roku został wypożyczony do Livorno, gdzie grał do końca sezonu. Po zakończeniu rozgrywek na tej samej zasadzie trafił do Bolonii.
23 lipca 2013 roku został nowym zawodnikiem Latina Calcio.

## Kariera reprezentacyjna
28 maja 2009 roku Marcello Lippi powołał Esposito do kadry reprezentacji Włoch na towarzyskie spotkanie z Irlandią Północną, jednak wychowanek Lecce w nim nie wystąpił.